# Astrophytum

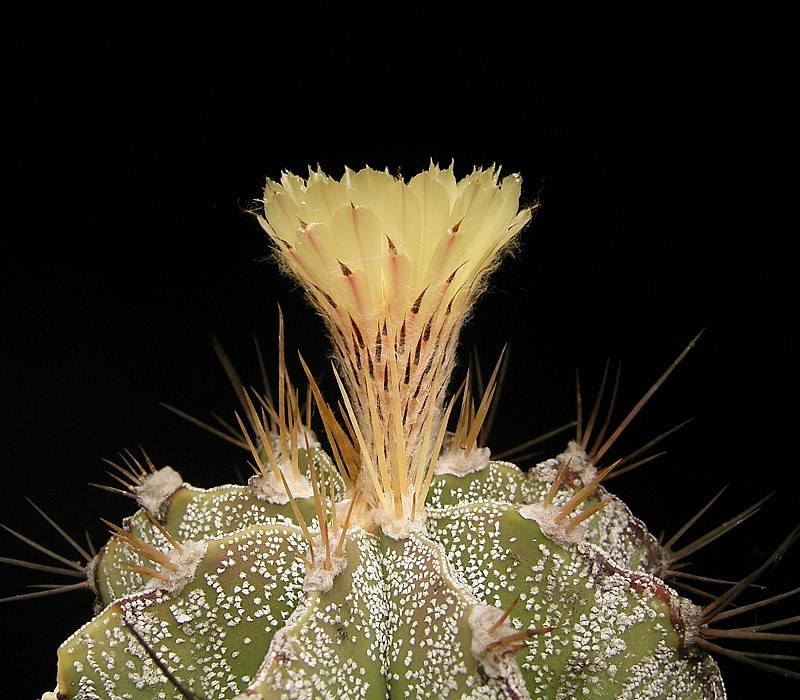
Astrophytum capricorne

Astrophytum – rodzaj roślin z rodziny kaktusowatych. Są to sukulenty. Do rodzaju należy 6 gatunków kaktusów. Nazwa pochodzi od łac. astrum (gwiazda). Gatunki należące do tego rodzaju występują jedynie w północno-wschodnich stanach Meksyku. Jedynie A. asterias rośnie również w południowym Teksasie (USA). W Polsce są uprawiane jako rośliny doniczkowe.

## Morfologia
Gatunki wolno rosnące. Mają przeważnie niepodzielony pęd o kształcie od gwiaździstego do kulistego i 5-10 dobrze wyodrębnionych żebrach. U niektórych gatunków na żebrach tych występują drobne łuskowate wzorki, u innych grube włoski. Kwiaty duże o błyszczących płatkach w różnych odcieniach żółtego koloru, czasem czerwono nabiegłych u podstawy. 

## Systematyka
Synonimy
Astrophyton Lawr., orth. var., Digitostigma Velazco & Nevárez, nom. inval., Maierocactus E. C. Rost
Uwagi taksonomiczne
Rodzaj ten wydzielony został z rodzaju Echinocactus Link & Otto.
Pozycja systematyczna według APweb (aktualizowany system APG III z 2009)
Należy do rodziny kaktusowatych (Cactaceae) Juss., która jest jednym z kladów w obrębie rzędu goździkowców (Caryophyllales) i klasy roślin okrytonasiennych. W obrębie kaktusowatych należy do plemienia Cacteae, podrodziny Cactoideae.
Pozycja w systemie Reveala (1993-1999)
Gromada okrytonasienne Cronquist, podgromada Magnoliophytina Frohne & U. Jensen ex Gromada okrytonasienne (Magnoliophyta Cronquist), podgromada Magnoliophytina Frohne & U. Jensen ex Reveal, klasa Rosopsida Batsch, podklasa goździkowe (Caryophyllidae Takht.), nadrząd Caryophyllanae Takht., rząd goździkowce (Caryophyllales Perleb), podrząd Cactineae Bessey in C.K. Adams, rodzina kaktusowate (Cactaceae Juss.), plemię  Astrophyteae Horan., rodzaj Astrophytum Lem..
Gatunki
- Astrophytum asterias (Zucc.) Lem.
- Astrophytum capricorne (A.Dietr.) Britton & Rose
- Astrophytum caput-medusae D.R.Hunt
- Astrophytum mirum Halda & Panar.
- Astrophytum myriostigma Lem.
- Astrophytum ornatum (DC.) Britton & Rose